# Койначьонок Митрофан Павлович
Митрофан Павлович Койначьонок (1909, тепер Російська Федерація — ?) — радянський державний діяч, голова виконавчого комітету Евенкійської окружної ради депутатів трудящих Красноярського краю. Депутат Верховної ради СРСР 2-го, 4—5-го скликань.

## Життєпис
Народився в родині мисливця. Освіта початкова.
У 1927—1933 роках — мисливець.
У 1933—1945 роках — голова виконавчого комітету Тунгусько-Чунської районної ради Евенкійського національного округу; заступник голови виконавчого комітету Евенкійської окружної ради; 1-й секретар Тунгусько-Чунського районного комітету ВКП(б) Евенкійського національного округу.
Член ВКП(б) з 1939 року.
У 1945—1961 роках — голова виконавчого комітету Евенкійської окружної ради депутатів трудящих Красноярського краю.
У 1961—1967 роках — завідувач Евенкійського окружного державного архіву Красноярського краю.
Подальша доля невідома.

## Нагороди і звання
- орден Леніна
- медалі